# 特雷斯科拉萊斯

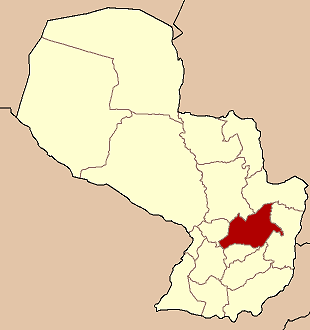

特雷斯科拉萊斯（西班牙語：R. I. Tres Corrales），是巴拉圭的城鎮，位於該國東部，由卡瓜蘇省負責管轄，距離亞松森193公里，始建於1982年，面積455平方公里，海拔高度315米，2008年人口約9,000，人口密度每平方公里11.84人。